# Jean-Joseph Marmouyet

a Compétitions nationales et continentales officielles uniquement.

Dernière mise à jour le 7 avril 2018.
Jean-Joseph Marmouyet, aussi appelé Jean-Jo Marmouyet, né le 9 août 1984, est un joueur français de rugby à XV qui évolue au poste de troisième ligne aile. Il évolue pendant l'ensemble de sa carrière au sein de l'effectif de l'Aviron bayonnais.

## Biographie
Jean-Joseph Marmouyet évolue pendant 19 saisons à l'Aviron bayonnais, dont 12 au niveau professionnel.
Il prend sa retraite à l'issue de la saison 2017-2018, « principalement pour des raisons médicales »